# هلن شاکمان
هلن شاکمان (انگلیسی: Helen Schucman؛ ۱۴ ژوئیهٔ ۱۹۰۹ – ۹ فوریهٔ ۱۹۸۱) یک روان‌شناس، و پدیدآور اهل ایالات متحده آمریکا بود. شهرت وی برای یه تحریر در آوردن کتاب بابی در معجرات است.